# Eucalyptus pellita
Eucalyptus pellita ist eine Pflanzenart innerhalb der Familie der Myrtengewächse (Myrtaceae). Sie kommt am nördlichen Teil der Ostküste von Queensland sowie an der Südküste von Papua-Neuguinea vor und wird dort „Red Mahogany“, „Large-fruited Red Mahogany“, „Daintree Stringyback“ oder „Red Stringyback“ genannt.

## Beschreibung

### Erscheinungsbild und Blatt
Eucalyptus pellita wächst als immergrüner Baum bis über 30 Meter hoch, er bleibt aber oft kleiner. Die Borke verbleibt am gesamten Baum, ist braun oder rotbraun und fasrig. Öldrüsen gibt es sowohl im Mark als auch in der Borke. Der Stammdurchmesser erreicht über 1 Meter.
Bei Eucalyptus pellita liegt Heterophyllie vor. Die Laubblätter sind stets in Blattstiel und Blattspreite gegliedert. Der Blattstiel ist schmal abgeflacht oder kanalförmig. An mittelalten Exemplaren ist die Blattspreite lanzettlich bis elliptisch, gerade, ganzrandig und glänzend grün. Die glänzend grünen Laubblätter an erwachsenen Exemplaren mit verschiedenfarbigen Ober- und Unterseiten sind lanzettlich oder breit-lanzettlich, relativ dick und sichelförmig gebogen. Sie können sich zur Spreitenbasis hin verjüngen und besitzen ein stumpfes, spitzes oder zugespitztes oberes Ende. Die kaum sichtbaren Seitennerven gehen in einem stumpfen Winkel vom Mittelnerv ab. Die Keimblätter (Kotyledone) sind umgekehrt nierenförmig.

### Blütenstand und Blüte
Seitenständig an einem im Querschnitt breit abgeflachten Blütenstandsschaft stehen in einem einfachen Blütenstand etwa drei bis sieben Blüten zusammen. Die Blütenknospen sind ei- oder spindelförmig und nicht blaugrün bemehlt oder bereift. Die Kelchblätter bilden eine Calyptra, die früh abfällt. Die glatte Calyptra ist konisch, dreimal so lang wie der glatte oder gerippte Blütenbecher (Hypanthium) und breiter als dieser. Die Blüten sind weiß oder cremeweiß.

### Frucht
Die Frucht ist halbkugelig oder konisch. Der Diskus ist eingedrückt, flach oder angehoben, die Fruchtfächer stehen heraus.

## Vorkommen
Das natürliche Verbreitungsgebiet von Eucalyptus pellita ist die Ostküste von Queensland nördlich von Townsville sowie die Südküste von Papua-Neuguinea.

## Systematik
Die Erstbeschreibung von Eucalyptus odorata erfolgte 1864 durch Ferdinand von Mueller in Phytographiae Australiae, Volume 4 (30), S. 159. Das Typusmaterial weist die Beschriftung „Ad sinum oceanicum Rockingham Bay. Dallachy.“ auf. Synonyme für Eucalyptus pellita F.Muell. sind Eucalyptus spectabilis F.Muell., Eucalyptus resinifera var. pellita (F.Muell.) F.M.Bailey, Eucalyptus resinifera var. spectabilis (F.Muell.) F.M.Bailey, Eucalyptus scias L.A.S.Johnson & K.D.Hill, Eucalyptus biterranea L.A.S.Johnson & K.D.Hill und Eucalyptus sp. A.
In Queensland bildet Eucalyptus pellita natürliche Hybriden mit Eucalyptus brassiana und Eucalyptus grandis.